# Christian Pastina
Christian Diego Pastina, né le 15 février 2001 à Battipaglia, est un footballeur italien qui évolue au poste de défenseur au Benevento Calcio.

## Biographie
Né à Battipaglia, dans la Province de Salerne en Campanie, Christian Pastina touche se premiers ballons à seulement cinq ans au Spes, club de sa ville natale où jouait également son père,,,.
Passé par la Futura Soccer, école de foot fondée par son père, il rejoint ensuite la Peluso Academy d'Avellino, club formateur lié au Napoli qui a entre-temps phagocyté l'institut paternel,,,.

### Carrière
Après ses premiers pas en formation, il rejoint les clubs de Paganese puis de l'Avellino, où il passe respectivement un an, avant d'intégrer la formation du Bénévent Calcio,.
Il fait ses débuts avec Benevento le 17 juillet 2020, lors d'un match de Serie B remporté 3-1 contre l'AS Livorno. Il prend ainsi part à la promotion des Campaniens en Serie A.
Il fait par la suite ses débuts en Serie A avec le club bénéventin le 9 janvier 2021, à l'occasion d'un match contre l'Atalanta. Entré en jeu à la mi-temps, à la suite d'un changement tactique massif de Filippo Inzaghi, alors que son équipe est menée 1-0, Pastina s'illustre rapidement avec une passe décisive puis un sauvetage, permettant à son équipe de conserver un match nul, avant le réveil tardif des Bergamasques,,,.
Aux côtés de joueurs comme Giuseppe Di Serio, Pastina fait ainsi partie d'une équipe de Benevento qui fait confiance à ses jeunes, parvenant à s'installer dans le milieu du classement de Serie A, malgré un statut de promu et un budget plus que modeste (Pastina étant notamment à la mi-saison le 2e joueur le moins bien payé du championnat),.

## Palmarès
Bénévent Calcio
- Serie B (1) :
  - Champion : 2019-20.